# Kota Tinggi
Kota Tinggi è una città della Malaysia situata nello Stato di Johor, capoluogo del distretto di Kota Tinggi.